# Franz Albert Seyn
Franz Albert Seyn (en ruso: Франц Альберт Александрович Зейн, Frants Albert Alexandrovich Zeyn; 27 de julio de 1862 - verano de 1918) fue un general ruso quien fue Gobernador General de Finlandia entre el 24 de noviembre de 1909 y el 16 de marzo de 1917.
Antes de convertirse en Gobernador General Seyn había sido oficial de estado mayor en el distrito militar de Finlandia y un ayudante del Gobernador General. Seyn contribuyó a la rusificación de Finlandia ya que siguió los pasos de su predecesor asesinado (1904), el Gobernador General Nikolai Ivanovich Bobrikov. La autonomía finlandesa se limitó aún más y en las leyes aprobadas en 1908 y 1910 por la Duma, en lugar de la Dieta finlandesa, recibió derecho para hacer leyes concernientes al Gran Ducado de Finlandia. 
Después de la Revolución de Febrero el Gobierno Provisional Ruso arrestó a Seyn el 16 de marzo de 1917 y lo traslado a Petrogrado donde aparentemente fue asesinado al año siguiente.

## Condecoraciones
- Orden de Santa Ana, 1ª clase
- Orden de Santa Ana, 3ª clase
- Orden del Águila Blanca
- Orden de San Estanislao, 1ª clase
- Orden de San Estanislao, 2ª clase
- Orden de San Vladimir, 2ª clase
- Orden de San Vladimir, 3ª clase
- Orden de San Vladimir, 4ª clase
- Orden de San Estanislao, 3ª clase